# Édesgyökerű páfrányok
Az édesgyökerű páfrányok (Polypodiales vagy Filicales) a valódi páfrányok (Pteridopsida) osztályának egyik rendje.

## Leírás
Az édesgyökerű páfrányok függőleges annulusú sporangiumokkal rendelkeznek, melyet a szár és a stomium szakít meg. Ezeket a jellemzőket használta fel Johann Jakob Bernhardi az általa Cathetogyrataenak nevezett páfránycsoport leírásához, a Harasztfilogenetikai Csoport javasolta e név informális fogalomként való felélesztését a többértelmű polipodok elnevezés helyett. A sporangiumok 1–3 sejt vastagságú, gyakran hosszú szárakon vannak, szemben a Hymenophyllales csoporttal, ahol a szár 4 sejtsorból áll. A sporangiumok nem egyszerre érnek. A rend számos csoportjának nincs indusium, de ha vannak, azok vagy a szélük mentén csatlakoznak, vagy középen.
A Polypodiales és a Cyatheales is különbözik más páfrányoktól abban, hogy neokrómmal rendelkeznek, lehetővé téve a jobb fotoszintézist kevés fény mellett is. A közös ős feltehetően egy becősmohától származtathatta horizontális géntranszferrel a neokrómot.
Gametofitonjaik zöldek, általában szív alakúak, és a felszínen nőnek, nem a föld alatt, ahogy az Ophioglossales esetén.

## Taxonómia
A Polypodiales rendet először Link írta le 1833-ban. A rend leírása változott, ahogy a páfrányok besorolása változott (vö. Christenhusz és Chase 2014-es elemzését). Smith et al. (2006) határozta meg a molekuláris filogenetika korának első magasabb szintű harasztosztályozását. A páfrányokat monilofitáknak nevezték, melyek 4 csoportba kerültek, a fajok nagy része a Polypodiopsida taxon része. Ez a későbbi rendszerekben is megmaradt a nómenklatúra változása ellenére is. A Polypodiopsida sensu lato minden páfrányt jelent, Smith és társai csoportja a Polypodiidae. A Polypodiidae 7 rendre van osztva, melyek közül a Polypodiales a legnagyobb. Ennek helyzetét mutatja be az alábbi kladogram a többi rendhez képest.
|  | Salviniales                                                                       |
|  |                                                                                   |
|  | \| \| Cyatheales \| \| \| \| \| \| Polypodiales (6 alrend, 26 család) \| \| \| \| |
|  |                                                                                   |
|  | Cyatheales                                                                        |
|  |                                                                                   |
|  | Polypodiales (6 alrend, 26 család)                                                |
|  |                                                                                   |

|  | Cyatheales                         |
|  |                                    |
|  | Polypodiales (6 alrend, 26 család) |
|  |                                    |

|  | Salviniales                                                                       |
|  |                                                                                   |
|  | \| \| Cyatheales \| \| \| \| \| \| Polypodiales (6 alrend, 26 család) \| \| \| \| |
|  |                                                                                   |
|  | Cyatheales                                                                        |
|  |                                                                                   |
|  | Polypodiales (6 alrend, 26 család)                                                |
|  |                                                                                   |

|  | Cyatheales                         |
|  |                                    |
|  | Polypodiales (6 alrend, 26 család) |
|  |                                    |

|  | Salviniales                                                                       |
|  |                                                                                   |
|  | \| \| Cyatheales \| \| \| \| \| \| Polypodiales (6 alrend, 26 család) \| \| \| \| |
|  |                                                                                   |
|  | Cyatheales                                                                        |
|  |                                                                                   |
|  | Polypodiales (6 alrend, 26 család)                                                |
|  |                                                                                   |

|  | Cyatheales                         |
|  |                                    |
|  | Polypodiales (6 alrend, 26 család) |
|  |                                    |

|  | Salviniales                                                                       |
|  |                                                                                   |
|  | \| \| Cyatheales \| \| \| \| \| \| Polypodiales (6 alrend, 26 család) \| \| \| \| |
|  |                                                                                   |
|  | Cyatheales                                                                        |
|  |                                                                                   |
|  | Polypodiales (6 alrend, 26 család)                                                |
|  |                                                                                   |

|  | Cyatheales                         |
|  |                                    |
|  | Polypodiales (6 alrend, 26 család) |
|  |                                    |

|  | Salviniales                                                                       |
|  |                                                                                   |
|  | \| \| Cyatheales \| \| \| \| \| \| Polypodiales (6 alrend, 26 család) \| \| \| \| |
|  |                                                                                   |
|  | Cyatheales                                                                        |
|  |                                                                                   |
|  | Polypodiales (6 alrend, 26 család)                                                |
|  |                                                                                   |

|  | Cyatheales                         |
|  |                                    |
|  | Polypodiales (6 alrend, 26 család) |
|  |                                    |

|  | Salviniales                                                                       |
|  |                                                                                   |
|  | \| \| Cyatheales \| \| \| \| \| \| Polypodiales (6 alrend, 26 család) \| \| \| \| |
|  |                                                                                   |
|  | Cyatheales                                                                        |
|  |                                                                                   |
|  | Polypodiales (6 alrend, 26 család)                                                |
|  |                                                                                   |

|  | Cyatheales                         |
|  |                                    |
|  | Polypodiales (6 alrend, 26 család) |
|  |                                    |

|  | Salviniales                                                                       |
|  |                                                                                   |
|  | \| \| Cyatheales \| \| \| \| \| \| Polypodiales (6 alrend, 26 család) \| \| \| \| |
|  |                                                                                   |
|  | Cyatheales                                                                        |
|  |                                                                                   |
|  | Polypodiales (6 alrend, 26 család)                                                |
|  |                                                                                   |

|  | Cyatheales                         |
|  |                                    |
|  | Polypodiales (6 alrend, 26 család) |
|  |                                    |

|  | Salviniales                                                                       |
|  |                                                                                   |
|  | \| \| Cyatheales \| \| \| \| \| \| Polypodiales (6 alrend, 26 család) \| \| \| \| |
|  |                                                                                   |
|  | Cyatheales                                                                        |
|  |                                                                                   |
|  | Polypodiales (6 alrend, 26 család)                                                |
|  |                                                                                   |

|  | Cyatheales                         |
|  |                                    |
|  | Polypodiales (6 alrend, 26 család) |
|  |                                    |

|  | Salviniales                                                                       |
|  |                                                                                   |
|  | \| \| Cyatheales \| \| \| \| \| \| Polypodiales (6 alrend, 26 család) \| \| \| \| |
|  |                                                                                   |
|  | Cyatheales                                                                        |
|  |                                                                                   |
|  | Polypodiales (6 alrend, 26 család)                                                |
|  |                                                                                   |

|  | Cyatheales                         |
|  |                                    |
|  | Polypodiales (6 alrend, 26 család) |
|  |                                    |

|  | Salviniales                                                                       |
|  |                                                                                   |
|  | \| \| Cyatheales \| \| \| \| \| \| Polypodiales (6 alrend, 26 család) \| \| \| \| |
|  |                                                                                   |
|  | Cyatheales                                                                        |
|  |                                                                                   |
|  | Polypodiales (6 alrend, 26 család)                                                |
|  |                                                                                   |

|  | Cyatheales                         |
|  |                                    |
|  | Polypodiales (6 alrend, 26 család) |
|  |                                    |

|  | Salviniales                                                                       |
|  |                                                                                   |
|  | \| \| Cyatheales \| \| \| \| \| \| Polypodiales (6 alrend, 26 család) \| \| \| \| |
|  |                                                                                   |
|  | Cyatheales                                                                        |
|  |                                                                                   |
|  | Polypodiales (6 alrend, 26 család)                                                |
|  |                                                                                   |

|  | Cyatheales                         |
|  |                                    |
|  | Polypodiales (6 alrend, 26 család) |
|  |                                    |

|  | Salviniales                                                                       |
|  |                                                                                   |
|  | \| \| Cyatheales \| \| \| \| \| \| Polypodiales (6 alrend, 26 család) \| \| \| \| |
|  |                                                                                   |
|  | Cyatheales                                                                        |
|  |                                                                                   |
|  | Polypodiales (6 alrend, 26 család)                                                |
|  |                                                                                   |

|  | Cyatheales                         |
|  |                                    |
|  | Polypodiales (6 alrend, 26 család) |
|  |                                    |

|  | Salviniales                                                                       |
|  |                                                                                   |
|  | \| \| Cyatheales \| \| \| \| \| \| Polypodiales (6 alrend, 26 család) \| \| \| \| |
|  |                                                                                   |
|  | Cyatheales                                                                        |
|  |                                                                                   |
|  | Polypodiales (6 alrend, 26 család)                                                |
|  |                                                                                   |

|  | Cyatheales                         |
|  |                                    |
|  | Polypodiales (6 alrend, 26 család) |
|  |                                    |

|  | Salviniales                                                                       |
|  |                                                                                   |
|  | \| \| Cyatheales \| \| \| \| \| \| Polypodiales (6 alrend, 26 család) \| \| \| \| |
|  |                                                                                   |
|  | Cyatheales                                                                        |
|  |                                                                                   |
|  | Polypodiales (6 alrend, 26 család)                                                |
|  |                                                                                   |

|  | Cyatheales                         |
|  |                                    |
|  | Polypodiales (6 alrend, 26 család) |
|  |                                    |

|  | Salviniales                                                                       |
|  |                                                                                   |
|  | \| \| Cyatheales \| \| \| \| \| \| Polypodiales (6 alrend, 26 család) \| \| \| \| |
|  |                                                                                   |
|  | Cyatheales                                                                        |
|  |                                                                                   |
|  | Polypodiales (6 alrend, 26 család)                                                |
|  |                                                                                   |

|  | Cyatheales                         |
|  |                                    |
|  | Polypodiales (6 alrend, 26 család) |
|  |                                    |

|  | Salviniales                                                                       |
|  |                                                                                   |
|  | \| \| Cyatheales \| \| \| \| \| \| Polypodiales (6 alrend, 26 család) \| \| \| \| |
|  |                                                                                   |
|  | Cyatheales                                                                        |
|  |                                                                                   |
|  | Polypodiales (6 alrend, 26 család)                                                |
|  |                                                                                   |

|  | Cyatheales                         |
|  |                                    |
|  | Polypodiales (6 alrend, 26 család) |
|  |                                    |

### Evolúció
Bár a legnagyobb páfrányrend, a csoport fejlődéstörténetében meglehetősen későn, a kora kréta korban jelent meg, és jelentősen diverzifikálódott ezután.

### Felosztás
A Polypodiales családokra osztása Smith és társai 2006-os és a PPG 2016-os munkája közt jelentősen változott, egyre több részt ismertek el, de néha eltérő rangokkal. Az alábbi táblázat 4 rendszert összegez, a családok betűrendben vannak 3 nagy csoportban. Bár azonos családokat használ egynél több rendszer, tagjaik eltérhetnek. Christenhusz és Chase 2014-ben jelentősen tágították az Aspleniaceaet és a Polypodiaceaet, a többi rendszer családjait alcsaládokká téve.
|                                            | Smith et al. (2006) | Christenhusz et al. (2011) | Christenhusz & Chase (2014)       | PPG I (2016)      |
| ------------------------------------------ | ------------------- | -------------------------- | --------------------------------- | ----------------- |
| Bazális családok                           | –                   | Cystodiaceae               | Cystodiaceae                      | Cystodiaceae      |
| Bazális családok                           | Dennstaedtiaceae    | Dennstaedtiaceae           | Dennstaedtiaceae                  | Dennstaedtiaceae  |
| Bazális családok                           | Lindsaeaceae        | Lindsaeaceae               | Lindsaeaceae                      | Lindsaeaceae      |
| Bazális családok                           | –                   | Lonchitidaceae             | Lonchitidaceae                    | Lonchitidaceae    |
| Bazális családok                           | Pteridaceae         | Pteridaceae                | Pteridaceae                       | Pteridaceae       |
| Bazális családok                           | Saccolomataceae     | Saccolomataceae            | Saccolomataceae                   | Saccolomataceae   |
| Aspleniineae eupolypods II (Aspleniaceae)  | Aspleniaceae        | Aspleniaceae               | Aspleniaceae: Asplenioideae       | Aspleniaceae      |
| Aspleniineae eupolypods II (Aspleniaceae)  | –                   | Athyriaceae                | Aspleniaceae: Athyrioideae        | Athyriaceae       |
| Aspleniineae eupolypods II (Aspleniaceae)  | Blechnaceae         | Blechnaceae                | Aspleniaceae: Blechnoideae        | Blechnaceae       |
| Aspleniineae eupolypods II (Aspleniaceae)  | –                   | Cystopteridaceae           | Aspleniaceae: Cystopteridoideae   | Cystopteridaceae  |
| Aspleniineae eupolypods II (Aspleniaceae)  | –                   | –                          | –                                 | Desmophlebiaceae  |
| Aspleniineae eupolypods II (Aspleniaceae)  | –                   | Diplaziopsidaceae          | Aspleniaceae: Diplaziopsidoideae  | Diplaziopsidaceae |
| Aspleniineae eupolypods II (Aspleniaceae)  | –                   | –                          | –                                 | Hemidictyaceae    |
| Aspleniineae eupolypods II (Aspleniaceae)  | Onocleaceae         | Onocleaceae                | –                                 | Onocleaceae       |
| Aspleniineae eupolypods II (Aspleniaceae)  | –                   | Rhachidosoraceae           | Aspleniaceae: Rhachidosoroideae   | Rhachidosoraceae  |
| Aspleniineae eupolypods II (Aspleniaceae)  | Thelypteridaceae    | Thelypteridaceae           | Aspleniaceae: Thelypteridoideae   | Thelypteridaceae  |
| Aspleniineae eupolypods II (Aspleniaceae)  | Woodsiaceae         | Woodsiaceae                | Aspleniaceae: Woodsioideae        | Woodsiaceae       |
| Polypodiineae eupolypods I (Polypodiaceae) | Davalliaceae        | Davalliaceae               | Polypodiaceae: Davallioideae      | Davalliaceae      |
| Polypodiineae eupolypods I (Polypodiaceae) | –                   | –                          | Polypodiaceae: Didymochlaenoideae | Didymochlaenaceae |
| Polypodiineae eupolypods I (Polypodiaceae) | Dryopteridaceae     | Dryopteridaceae            | Polypodiaceae: Dryopteridoideae   | Dryopteridaceae   |
| Polypodiineae eupolypods I (Polypodiaceae) | –                   | Hypodematiaceae            | Polypodiaceae: Hypodematioideae   | Hypodematiaceae   |
| Polypodiineae eupolypods I (Polypodiaceae) | Lomariopsidaceae    | Lomariopsidaceae           | Polypodiaceae: Lomariopsidoideae  | Lomariopsidaceae  |
| Polypodiineae eupolypods I (Polypodiaceae) | –                   | Nephrolepidaceae           | –                                 | Nephrolepidaceae  |
| Polypodiineae eupolypods I (Polypodiaceae) | Oleandraceae        | Oleandraceae               | Polypodiaceae: Oleandroideae      | Oleandraceae      |
| Polypodiineae eupolypods I (Polypodiaceae) | Polypodiaceae       | Polypodiaceae              | Polypodiaceae: Polypodioideae     | Polypodiaceae     |
| Polypodiineae eupolypods I (Polypodiaceae) | Tectariaceae        | Tectariaceae               | Polypodiaceae: Tectarioideae      | Tectariaceae      |

Smith et al. (2006) a Polypodialest 15 családra osztotta, ez a 2008-as változatban is fennmaradt, ahol az eupolipodok két besorolatlan kládba kerültek. A családokat táblázatban vannak. Bár sok ilyen családot korábban hasonlóan írtak le, a szerzők megjegyezték, hogy a Dryopteridaceae szűkebben van körülhatárolva a korábbi leírásoknál, ahol annak részei voltak a Tectariaceae, az Onocleaceae és a Woodsiaceae. A Lomariopsidaceae leírása jelentősen változott, legtöbb korábbi nemzetsége (a Lomariopsis és a Thysanoria kivételével) átkerült a Dryopteridaceaehez, míg a Cyclopeltis és a Nephrolepis bekerült. A Saccolomataceae kikerült a Dennstaedtioideából. A Cystodium ideiglenesen a Lindsaeaceae része lett, szemben a fás páfrányok csoportjában lévő korábbi helyéhez. A Woodsiaceaeről leírták, hogy ismeretlen meghatározású és feltehetően parafiletikus, a Hypodematium, a Didymochlaena és a Leucostegia feltehetően a Dryopteridaceaet is ezzé teszi. A grammitidák a Polypodiaceae része lett, így az monofiletikus lett.
Christenhusz et al. (2011) lineáris, Chase és Reveal 2009-es besorolásával kompatibilis osztályozása új filogenetikai bizonyítékokat tartalmazott családszintű változásokhoz, így 23 családos lett a csoport. A Lonchitis és a Cystodium átkerültek a Lonchitidaceae, illetve a Cystodiaceae családokba. Az eupolypods I-en belül a Woodsiaceaeről bebizonyították, hogy parafiletikus, és a Cheilanthopsis, Hymenocystis és Woodsia nemzetségekre bomlott, a többi nemzetség átkerült a Cystopteridaceae, Diplaziopsidaceae, Rhachidosoraceae, Athyriaceae és Hemidictyaceae csoportokba. Az eupolypods II-ben a Nephrolepis új családba, a Nephrolepidaceaebe került filogenetikai elhelyezkedésében lévő bizonytalanságok miatt, a Hypodematiaceae levált a Dryopteridaceaeről, és tartalmazza a Smith és társai által említett 3 nemzetséget.

### Elavult családok
Elavult családok a Polypodialesben többek közt:
- Drynariaceae – a Polypodiaceae része
- Grammitidaceae – a Polypodiaceae része
- Gymnogrammitidaceae – a Polypodiaceae része
- Loxogrammaceae – a Polypodiaceae része
- Platyceriaceae – a Polypodiaceae része
- Pleursoriopsidaceae – a Polypodiaceae része
- Vittariaceae – a Pteridaceae része

### Evolúció
A Polypodiales tekinthető a páfrányok egyik legfejlettebb rendjének genetikai elemzések alapján. Mintegy 100 millió évvel ezelőtt jöttek létre, valószínűleg a zárvatermők különválása után.